# Ŵ
Ŵ (gemenform: ŵ) är den latinska bokstaven W med en cirkumflex accent över. Den används i kymriska för en lång vokal liknande det svenska o:et i "bok", IPA: [uː].